# Station Rosa Parks

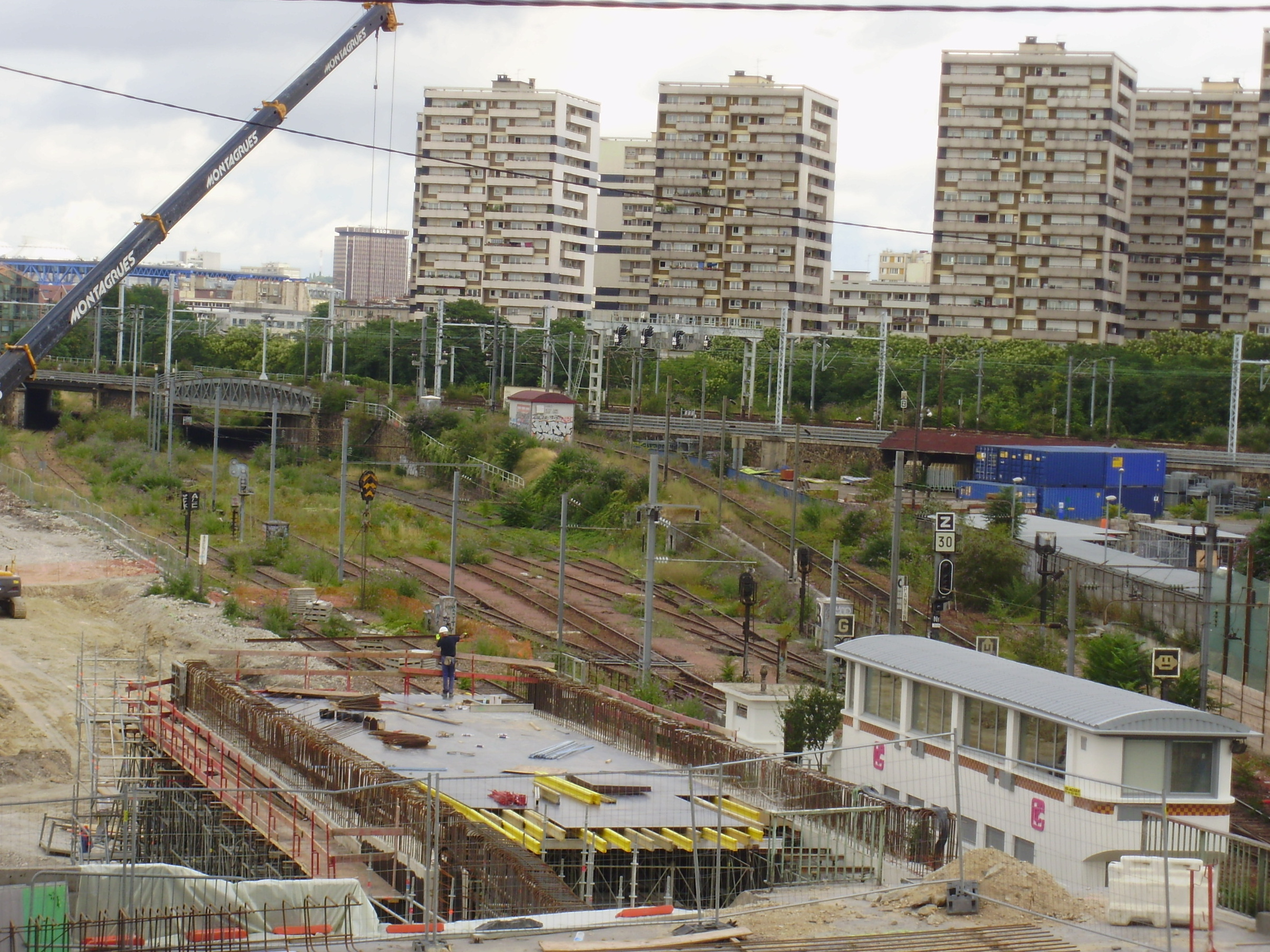
Station in aanleg, rechtsboven zijn de restanten van station Ceinture-Est te ontwaren

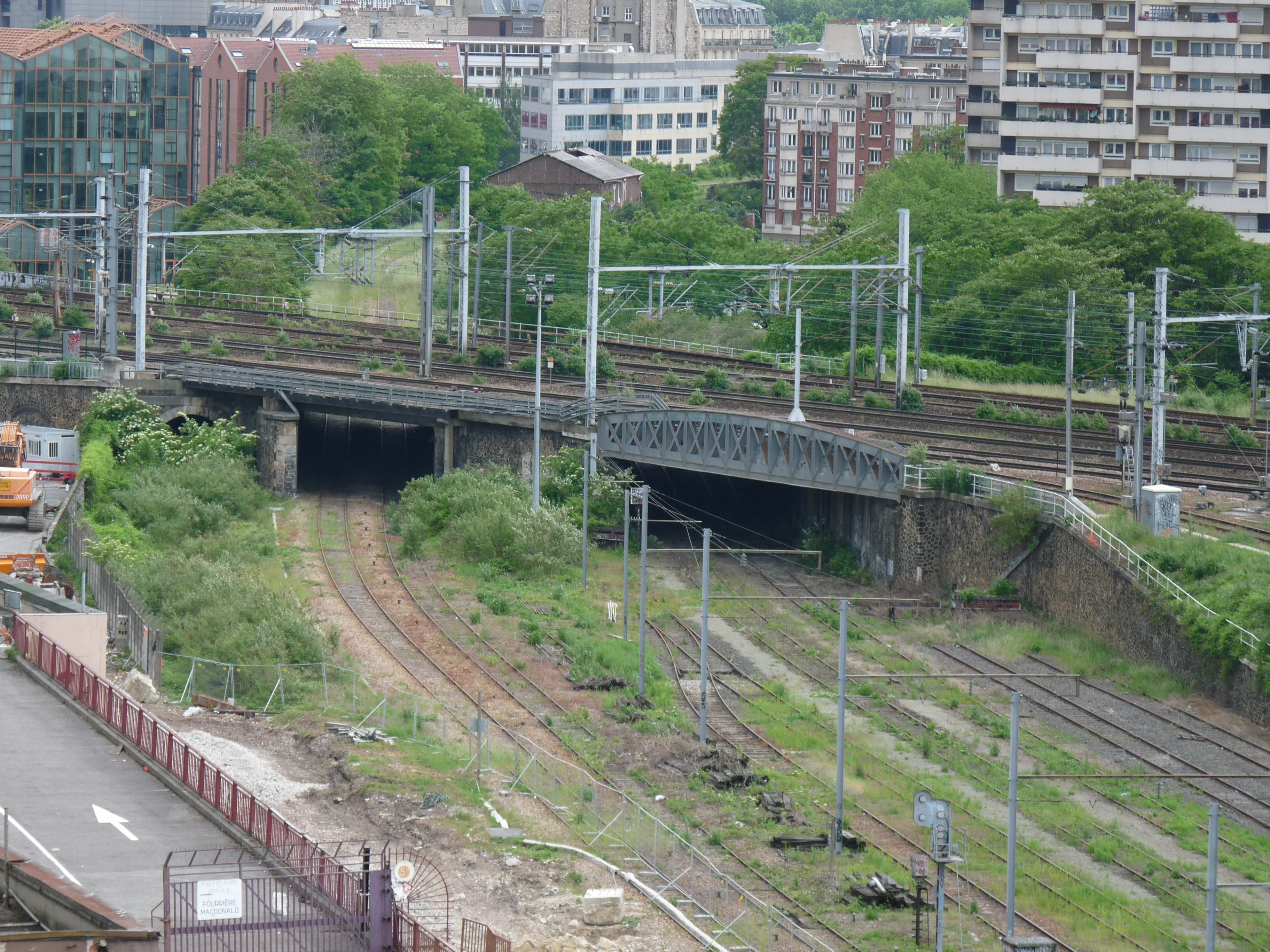
spoorkruising van de lijn spoorlijn Paris-Est - Mulhouse-Ville (boven) en de Petite Ceinture (onder)

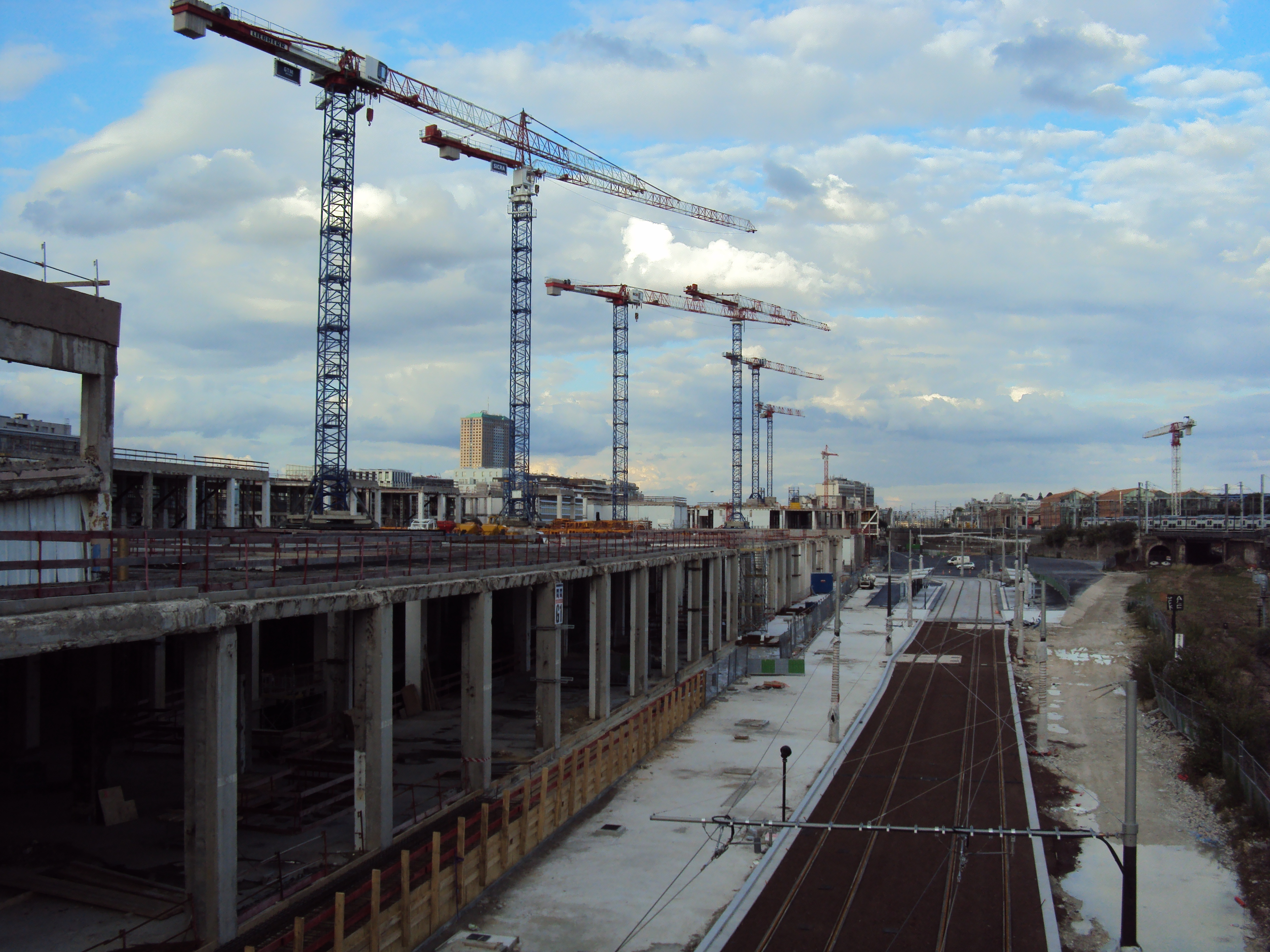
De tramhalte, juni 2012

Het Station Rosa Parks (in de planfase ook wel aangeduid als station de l'Evangile, naar de nabijgelegen rue de l'Evangile) is een station voor de RER E in het 19e arrondissement van de Franse hoofdstad Parijs, gelegen aan de spoorlijn Paris-Est - Mulhouse-Ville, en is de eerste halte na het Gare de l'Est. Het station is geopend op 13 december 2015, en is vernoemd naar Rosa Parks.
Het stationsemplacement wordt eveneens aangedaan door tramlijn 3b. Het ligt in de bedoeling dat de toekomstige verlenging van Tramlijn 8 (ook bekend als "tram Y") uit Villetaneuse op den duur ook hier een eindpunt krijgt. Net iets ten noordoosten van het station bevinden zich de resten van de halte Ceinture-Est van de Petite Ceinture. De wijk rond het station werd voorheen gevormd door een enorm pakhuis, het entrepôt McDonald, dat inmiddels doorontwikkeld wordt tot een nieuwe woon- en werkbuurt.

## Vorige en volgende stations
| Richting               | Vorig station | Lijn  | Volgend station           | Richting                                |
| ---------------------- | ------------- | ----- | ------------------------- | --------------------------------------- |
| Haussmann Saint-Lazare | Magenta       | RER E | Pantin                    | Chelles-Gournay                         |
| Haussmann Saint-Lazare | Magenta       | RER E | Pantin                    | Villiers-sur-Marne - Le Plessis-Trévise |
| Haussmann Saint-Lazare | Magenta       | RER E | Pantin of Val de Fontenay | Tournan                                 |